# Lepidophyma occulor
Lepidophyma occulor là một loài thằn lằn trong họ Xantusiidae. Loài này được Smith mô tả khoa học đầu tiên năm 1942.